# Головатюк Іван Пилипович
Іван Пилипович Головатюк (нар. 4 березня 1930, село Калитинка, тепер Шаргородського району Вінницької області — ?) — український радянський діяч, новатор виробництва, машиніст тепловоза локомотивного депо станції Чортків Тернопільської області. Депутат Верховної Ради УРСР 6—7-го скликань.

## Біографія
Народився у селянській родині. Батько загинув на фронті під час Другої світової війни.
У 1949 році закінчив Львівське залізничне училище.
Трудову діяльність розпочав у 1949 році кочегаром паровозного депо станції Чортків Тернопільської області. Служив артилеристом у Радянській армії. Потім закінчив курси машиністів паровозів.
Член КПРС.
З 1950-х років — помічник машиніста і машиніст паровоза, машиніст тепловоза локомотивного депо станції Чортків Тернопільської області. Закінчив заочно Львівський залізничний технікум.
Потім — на пенсії у місті Чортків Тернопільської області.

## Нагороди
- ордени
- медалі